# Голслот
Голслот (нід. Holsloot) — село в нідерландській провінції Дренте. Входить до муніципалітету Куворден.
Його площа становить 8,19 км², а населення станом на 2021 рік складало 215 осіб.